# Liste der Staatsoberhäupter 111 v. Chr.
Übersicht
◄◄ | ◄ | 115 v. Chr. | 114 v. Chr. | 113 v. Chr. | 112 v. Chr. | Liste der Staatsoberhäupter 111 v. Chr. | 110 v. Chr. | 109 v. Chr. | 108 v. Chr. | 107 v. Chr. | ► | ►►

Weitere Ereignisse

## Afrika
- Ägypten
  - König: Ptolemaios IX. (116–110 v. Chr.)

- Massylier
  - König: Jugurtha (112–105 v. Chr.)

## Asien
- Armenien
  - König: Tigranes I. (120–95 v. Chr.)

- Bithynien
  - König: Nikomedes III. (128–94 v. Chr.)

- Charakene
  - König: Apodakos (124–104/03 v. Chr.)

- China
  - Kaiser: Han Wudi (141–87 v. Chr.)

- Iberien (Kartlien)
  - König: Mirian I. (159–109 v. Chr.)

- Indien
  - Indo-Griechisches Reich
    - König: Antialkidas (115–100 v. Chr.)

  - Indo-Skythisches Königreich
    - König: Maues (120–75 v. Chr.)

  - Shatavahana
    - König: Satakarni II. (152–96 v. Chr.)

  - Shunga
    - König: Bhagabhadra (116–83 v. Chr.)

- Japan (Legendäre Kaiser)
  - Kaiser: Kaika (157–98 v. Chr.)

- Judäa
  - König: Johannes Hyrkanos I. (135–104 v. Chr.)

- Kommagene
  - König: Samos II. (130–109 v. Chr.)

- Korea
  - Buyeo
    - König: Gowuru (121–86 v. Chr.)

  - Wiman Joseon
    - König: Ugu (um 130–108 v. Chr.)

- Nabataea
  - König: Aretas II. (120–96 v. Chr.)

- Osrhoene
  - König: Bakru II. (112–94 v. Chr.)

- Partherreich
  - Schah (Großkönig): Mithridates II. (123–88 v. Chr.)

- Pontos
  - König: Mithridates VI. (120–63 v. Chr.)

- Seleukidenreich
  - König: Antiochos VIII. (125–96 v. Chr.)
  - König: Antiochos IX. (116–96 v. Chr.)

## Europa
- Bosporanisches Reich
  - König: Pairisades V. (125–108 v. Chr.)

- Römisches Reich
  - Konsul: Publius Cornelius Scipio Nasica Serapio (111 v. Chr.)
  - Konsul: Lucius Calpurnius Bestia (111 v. Chr.)